# Krimeja
Krimeja (italienska: Crimea) är ett lokalnämndsområde och stadsdel i Rijeka i Kroatien. Stadsdelen är den till ytan minsta i Rijeka. 

## Etymologi
Lokalnämndsområdet och stadsdelens kroatiska namn "Krimeja" är en omskrivning av det italienska namnet "Crimea" som betyder 'Krim'. Enligt historiska dokument bodde det många sjömän i stadsdelen som var behjälpliga med transporter under Krimkriget (1853–1856). Stadsdelen tros därför har uppkallats efter Krim-halvön i Ukraina som på kroatiska, liksom på svenska, annars heter Krim.     

## Geografi
Krimeja är beläget i östra Rijeka och gränsar till lokalnämndsområdena Pećine i söder, Bulevard i nordväst, Vojak i norr och Podvežica i öster.